# Леч, Отто
Отто Артур Леч (нем. Otto Arthur Lätsch; 26 ноября 1905, Лихтенберг, Нижняя Силезия, Германская империя — 24 января 1948, Краков, ПНР) — немецкий военный преступник, унтершарфюрер СС, блокфюрер в концлагере Освенцим.

## Биография
Отто Леч родился 26 ноября 1905 года. По профессии был шофёром. 1 декабря 1931 года вступил в НСДАП (билет № 848856). Когда началась Вторая мировая война, он был призван в вермахт. В июле 1940 года переведён в войска СС, где достиг звания унтершарфюрера .
Точное время его прибытия в концлагерь Освенцим остаётся неизвестным. Изначально Леч был блокфюрером в лагере Мановиц. В основном лагере служил блокфюрером в блоке 11, где был ответственным за расстрелы у чёрной стенки. С июня по октябрь 1944 года Леч был начальником лагеря Гляйвиц IV, принадлежащему к лагерному комплексу Освенцима. В связи с разжалованием он вынужден был оставить пост руководителя лагеря, но оставался в нём в качестве рапортфюрера. Леч отвечал за жестокое обращение и убийства заключённых, а также за селекцию.
После окончания войны на Первом Освенцимском процессе ему были предъявлены обвинение в убийстве и отправке в газовую камеру нетрудоспособных заключённых. 22 декабря 1947 года польским верховным национальным трибуналом был приговорён к смертной казни через повешение. В обосновании приговора также указывалось, что Леч в ходе военной эвакуации сублагеря поджёг больничный барак, в котором ещё находились больные заключённые. Выжил лишь один заключённый. 24 января 1948 года приговор был приведён в исполнение в тюрьме Монтелюпих.